# Stahnkeus polisi
Espèce
Synonymes
- Serradigitus polisi Sissom & Stockwell, 1991

Stahnkeus polisi est une espèce de scorpions de la famille des Vaejovidae.

## Distribution
Cette espèce est endémique du Sonora au Mexique. Elle se rencontre à Kino, à San Carlos, à San Pedro et sur Tiburon.

## Description
Le mâle holotype mesure 27,63 mm et la femelle paratype 35,76 mm.

## Systématique et taxinomie
Cette espèce a été décrite sous le protonyme Serradigitus polisi par Sissom et Stockwell en 1991. Elle est placée dans le genre Stahnkeus par Soleglad et Fet en 2006.

## Étymologie
Cette espèce est nommée en l'honneur de Gary Allan Polis.

## Publication originale
- Sissom & Stockwell, 1991 : « The genus Serradigitus in Sonora, Mexico, with descriptions of four new species (Scorpiones, Vaejovidae). » Insecta Mundi, vol. 5, no 3/4, p. 197-214 (texte intégral).